# يوسف العمراني

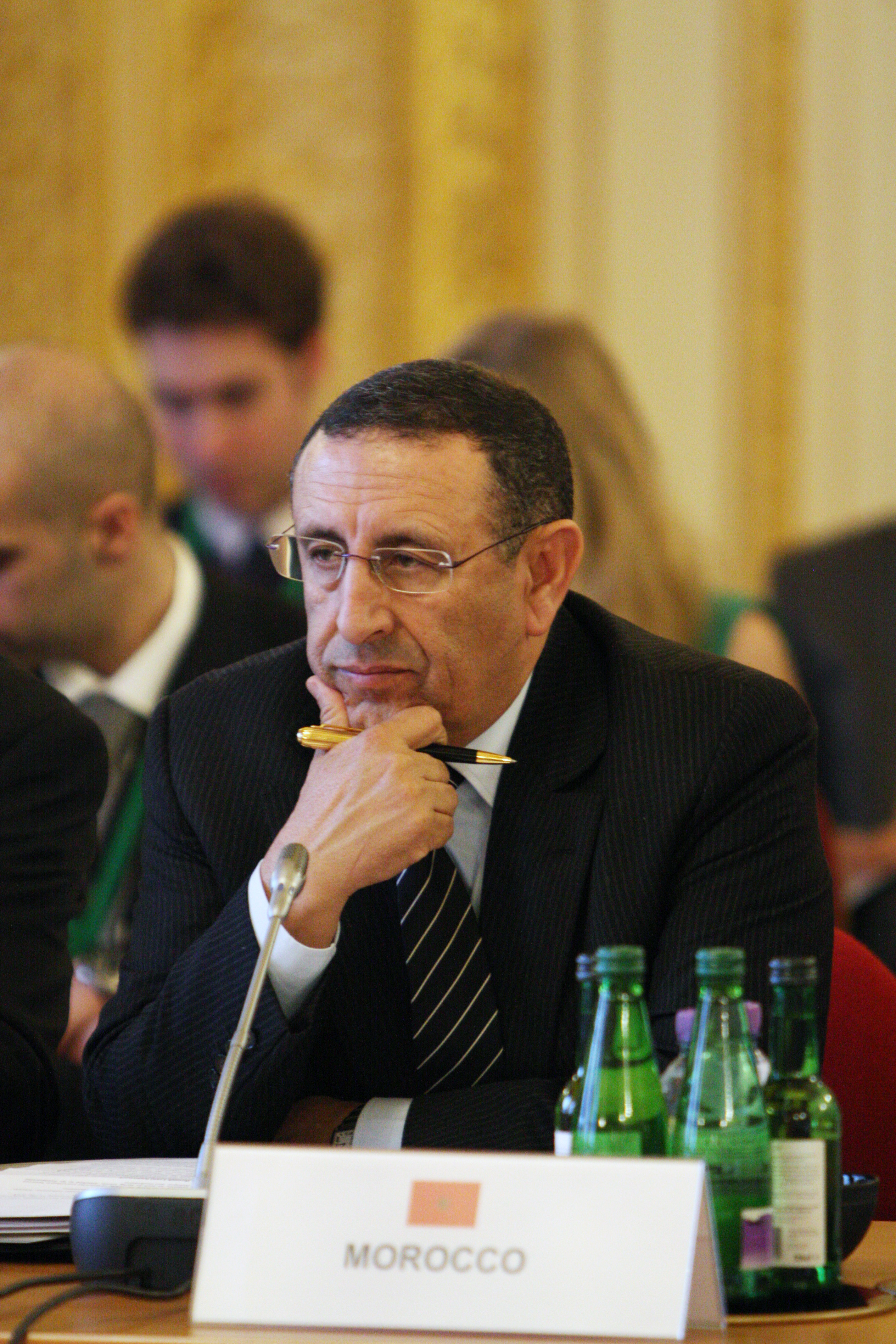

يوسف العمراني (1953 طنجة-) دبلوماسي مغربي..

## سيرته
حاصل على الإجازة في العلوم الاقتصادية من جامعة محمد الخامس بالرباط سنة 1978 كما حصل على دبلوم في التدبير من معهد الإدارة في بوسطن (الولايات المتحدة).
التحق بوزارة الشؤون الخارجية والتعاون سنة 1978، بصفته سكرتيرا للشؤون الخارجية، واشتغل من سنة 1981 إلى سنة 1984 ملحقا بديوان وزير الشؤون الخارجية والتعاون، قبل أن يلتحق كموظف دولي بالمركز الإسلامي لتنمية التجارة التابع لمنظمة المؤتمر الإسلامي من سنة 1984 إلى غاية سنة 1989.
وشغل السيد العمراني منصب رئيس ديوان كاتب الدولة لدى وزير الشؤون الخارجية والتعاون، مكلف باتحاد المغرب العربي ما بين سنتي 1989 و1992.
وعين العمراني في سنة 1992 قنصلا عاما للمملكة المغربية في برشلونة، وسفيرا للملك محمد السادس لدى جمهورية كولومبيا سنة 1996. كما تقلد منصب سفير للملك محمد السادس لدى كل من جمهورية الشيلي سنة 1999، وجمهورية المكسيك سنة 2001.
التحق بوزارة الشؤون الخارجية والتعاون سنة 2003، ليشغل منصب المدير العام للعلاقات الثنائية بوزارة الشؤون الخارجية والتعاون إلى غاية سنة 2008، وفي نونبر 2008، تم تعيين السيد العمراني كاتبا عاما لوزارة الشؤون الخارجية والتعاون، وهو المنصب الذي ظل يشغله إلى غاية انتخابه أمينا عاما للاتحاد من أجل المتوسط في يوليوز 2011.
عين سنة 2012 وزيرا منتدبا للشؤون الخارجية والتعاون في حكومة بكيران
شغل منذ أكتوبر 2013 منصب مكلف بمهمة بالديوان الملكي إلى غاية 2019
عين سنة 2019 سفيرا لدى جمهورية جنوب إفريقيا، وجمهورية بوتسوانا، وجمهورية مالاوي ومملكة إسواتيني.
وعلى مستوى الأنشطة الحزبية، انتخب السيد العمراني عضوا باللجنة التنفيذية للاتحاد العام لطلبة المغرب سنة 1974، وعضوا بالمكتب التنفيذي للشبيبة الاستقلالية سنة 1978.
كما كان عضوا في المجلس الوطني لحزب الاستقلال عدة مرات، وعضوا في لجان الشؤون الخارجية والاقتصادية بنفس الحزب.
في نوفمبر 2023، تم تعيينه سفيرا للمغرب في الولايات المتحدة الأمريكية.
ويوسف العمراني متزوج وأب لابن واحد.

## أوسمة

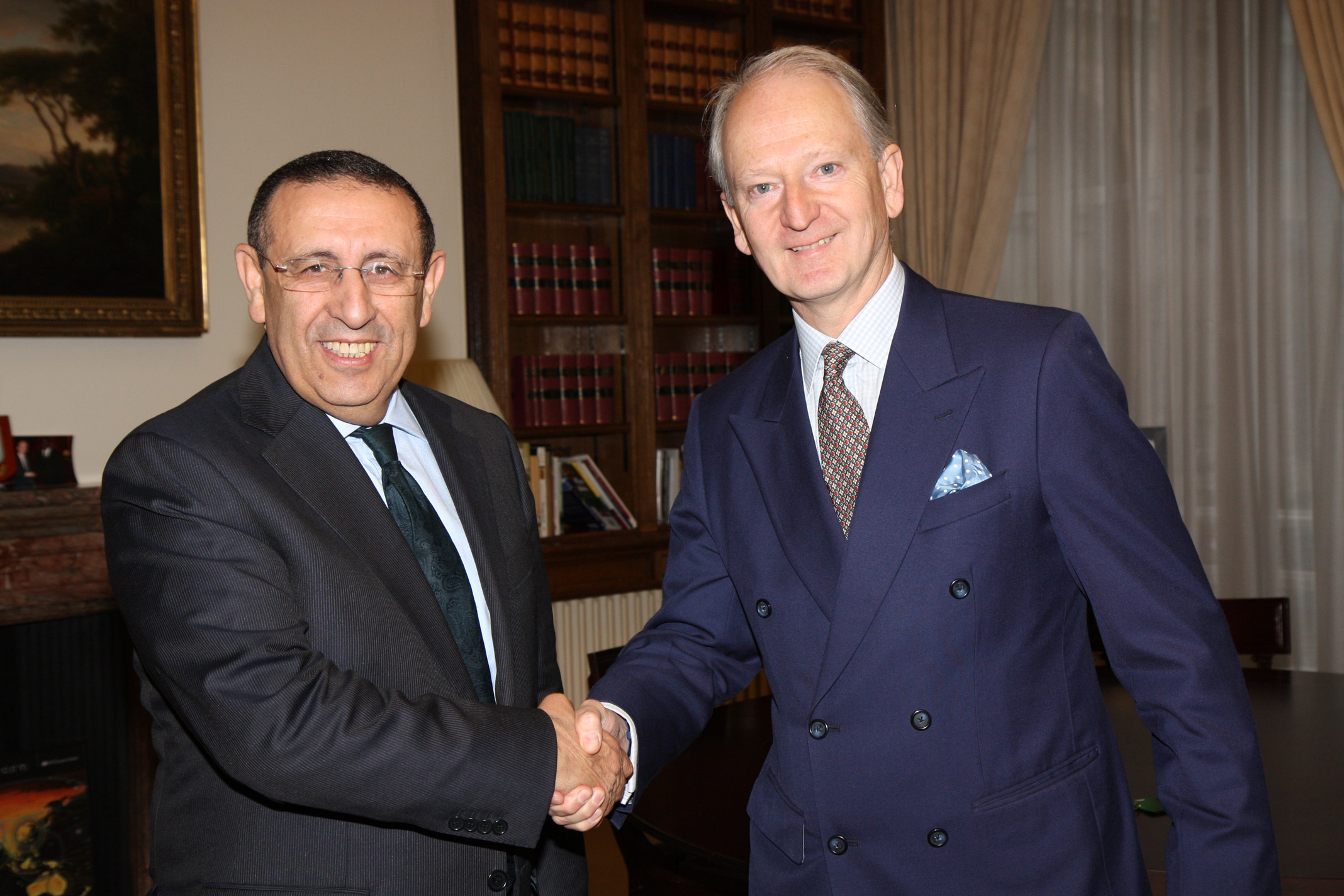
في زيارة إلى لندن

نال العمراني أوسمة عدة، منها
- وسام العرش
- وسام سان كارلوس (كولومبيا)
- وسام برناردو أوهيكنس (الشيلي)
- وسام أكيلاستيكا (المكسيك)
- وسام جوقة الشرف (فرنسا)
- وسام الاستحقاق المدني (إسبانيا)